# 산현초등학교 (강원)
산현초등학교는 대한민국 강원특별자치도 원주시에 있는 초등학교다.

## 학교 연혁
- 1933.04.01 횡성공립보통학교 부설 간이학교 인가
- 1933.07.07 간이학교 개교
- 1944.05.31 산현국민학교로 학교 인가
- 1983.02.15 행정구역 개편으로 원주군 호저면 편입
- 2019. 01. 04. 제70회 졸업(총1706명)
- 2018. 09. 01. 제24대 방제철 교장선생님 부임